# Bernardino Pino da Cagli
Bernardino Pino da Cagli (Osimo?, 1520-30 – Cagli, 14 marzo 1601) è stato un abate, letterato e commediografo italiano.

## Biografia
La data di nascita è incerta, ma si colloca tra il 1520 e il 1530. La famiglia di Bernardino Pino era forse originaria di Osimo e si era recentemente trasferita nel più piccolo centro di Cagli a seguito dell'assegnazione di una carica ecclesiastica (1528) a Don Roberto Pini, cittadino di Urbino, canonico di Osimo e fratello di Muzio, avo di Bernardino. Cagli, d'altra parte, era assai vicina a Urbino, capitale del ducato dei Della Rovere (fino al 1522, quando Francesco Maria I decise di spostare la capitale a Pesaro). Alla corte e alla famiglia ducali Bernardino Pino fu sempre assai legato.
A Roma, in gioventù, studiò gli scrittori classici e contemporanei e si addottorò in teologia e morale. Non si sa precisamente quando prese i voti, ma, tornato a Cagli, in deroga a un provvedimento che aboliva la carica di canonico soprannumerario e forse per l'intervento del cardinale Cristoforo del Monte (cugino del futuro papa Giulio III), il Capitolo della Cattedrale gliene concesse il ruolo e la nomina.
Ci è noto, attraverso fonti documentarie, che nel maggio 1557 Pino godeva di quella carica, che la sua situazione era onorevole e che la carica stessa gli permetteva di godere di benefici sociali ed economici. Entrato al servizio del cardinale Giulio della Rovere, lo seguì a Ravenna quando questi ne ebbe la diocesi (1566). Il 14 luglio 1566 Guidubaldo II Della Rovere conferiva a Bernardino Pino e ai suoi fratelli - Muzio, anch'egli ecclesiastico, e Claudio - patenti di nobiltà, trasmissibili ai discendenti. Il provvedimento ducale comprendeva la decorazione del cingolo e l'esenzione perpetua da ogni tributo.
Le notizie sulla vita di Pino, anche nel periodo della maturità, sono incerte. Sappiamo, per esempio, che nel 1567 esercitò a Cagli la carica di professore delle Sacre Lettere e che nel 1568, a Ravenna, intervenne nei sinodi provinciali per poi essere incaricato di intrattenere relazioni diplomatiche con la corte romana e il pontefice Pio V.
Legato a Torquato Tasso, ma anche a numerosi altri intellettuali e letterati del tempo (fra cui Dionigi Atanagi, Annibal Caro e Girolamo Muzio), Pino elaborò un “codice di comportamento” dell'uomo morale, buon servitore del suo princeps, nell'opera Il Galant'uomo. 
Nel dicembre 1569 il cardinale Giulio della Rovere concesse a Bernardino Pino l'abbazia di S. Angelo de Sorticulo, o Sortecchi, cui era intestata una rendita annua di cento scudi. Si sa che Pino prese possesso dell'abbazia, stabilendovi la propria residenza, circa sei mesi dopo la concessione del beneficio, nel giugno 1570. Cade all'interno degli anni settanta il periodo in cui Pino, giunto alla maturità e incaricato del poco gravoso ma solitario compito di abate, ebbe agio di dedicarsi con continuità agli studi letterari.
Coerente con il proprio sentimento delle lettere, riponendo una fiducia quasi illimitata nella possibilità di comunicare il proprio pensiero a distanza attraverso la scrittura, pur mantenendosi a Sortecchi, in solitudine quasi completa, o dividendosi tra Sortecchi e Cagli, Pino intrattenne costanti rapporti epistolari con Dionigi Atanagi ed altri. Risale probabilmente a questi anni l'idea della raccolta delle Lettere Instruttorie (1592), che risentono del clima di Sortecchi e accolgono un modello di equilibrio tra la vita cortigiana e gli intrattenimenti intellettuali ed esempi di epistolografia “corretta”.
Pino trascorse gli ultimi undici anni della propria vita a Cagli, dove tornò stabilmente nel 1589, dopo aver lasciato l'abbazia di Sortecchi per assumere la carica di preposto della cattedrale, più prestigiosa di quella, già autorevole, di abate. Anche negli anni estremi, Pino non abbandonò la visione operativa della letteratura che aveva caratterizzato le sue commedie: continuò a scrivere per testimoniare l'inclinazione di fondo su cui il suo animo si era da tempo orientato; quella, cioè, di bene operare.
Il 18 marzo 1595 Pino commentava e inviava al duca una propria operetta di soggetto religioso, il libro De Martyribus et Martyriis, “di pochi fogli, ma di materia dilettevole, da piacere al devoto spirito” (lettera di B. Pino a F.M. della Rovere del 18 marzo 1595) di Francesco Maria della Rovere. Nel settembre 1598 lavorava all'impegnativa opera, “di dottrina non Stoica o Peripatetica, ma Cristiana e Ecclesiastica” (lettera di B. Pino a F.M. della Rovere del 19 settembre 1598), De viri boni probitate seu de recta christiana vivendi via. 
Bernardino Pino si spense a Cagli il 14 marzo 1601. La cittadinanza gli tributò gli onori riservati ai cittadini più illustri.
Incerta è la cronologia delle sue opere, tra le quali si rilevano commedie di taglio morale, lettere e trattati. Tra le opere per il teatro, Lo Sbratta fu scritto in gioventù, rappresentato a Roma il 29 novembre 1551 e stampato l'anno seguente. Nel 1553 furono stampati Gli Ingiusti sdegni (composta probabilmente lo stesso anno), nel cui prologo si approfondiva la teoria della commedia come genere misto, quasi un compendio di pittura e musica. Più distanziate le date di stampa delle tre pièces che, messa da parte la definizione di commedie, venivano nominate “ragionamenti”: Gli Affetti (1569), l'Eunia (1582) e l'Evagria (1584). Le ultime due, come attestano, oltre alle dichiarazioni d'apertura, le lettere dedicatorie da cui sono introdotte, erano probabilmente revisioni di manoscritti più antichi. L'ultima pièce in ordine di redazione potrebbe essere I falsi sospetti (1579).
Tra i trattati, si ricordano la lettera, inviata al commediografo perugino Sforza Oddi, Intorno al componimento de la comedia, forse la più nota delle sue opere, Il Galant'uomo (stampato a Venezia nel 1604), le Lettere instruttorie (1592).